# Phillips County (Kansas)
Phillips County ist ein County im Bundesstaat Kansas der Vereinigten Staaten. Der Verwaltungssitz (County Seat) ist Phillipsburg. Das U.S. Census Bureau hat bei der Volkszählung 2020 eine Einwohnerzahl von 4981 ermittelt.

## Geographie
Das County liegt im Norden von Kansas, grenzt an Nebraska und hat eine Fläche von 2318 Quadratkilometern, wovon 22 Quadratkilometer Wasserfläche sind. Es grenzt in Kansas im Uhrzeigersinn an folgende Countys: Smith County, Rooks County, Graham County und Norton County.

## Geschichte
Phillips County wurde am 26. Februar 1867 gebildet. Benannt wurde es nach William Phillips, einem Aktivisten und Gegner der Sklaverei.
9 Bauwerke und Stätten des Countys sind im National Register of Historic Places eingetragen (Stand 30. August 2017).

## Demografische Daten
Nach der Volkszählung im Jahr 2000 lebten im Phillips County 6001 Menschen in 2496 Haushalten und 1722 Familien im Phillips County. Die Bevölkerungsdichte betrug 3 Einwohner pro Quadratkilometer. Ethnisch betrachtet setzte sich die Bevölkerung zusammen aus 98,25 Prozent Weißen, 0,25 Prozent Afroamerikanern, 0,30 Prozent amerikanischen Ureinwohnern, 0,45 Prozent Asiaten und 0,03 Prozent aus anderen ethnischen Gruppen; 0,72 Prozent stammten von zwei oder mehr Ethnien ab. 0,67 Prozent der Bevölkerung waren spanischer oder lateinamerikanischer Abstammung.
Von den 2496 Haushalten hatten 28,3 Prozent Kinder unter 18 Jahren, die mit ihnen gemeinsam lebten. 61,5 Prozent waren verheiratete, zusammenlebende Paare, 5,5 Prozent waren allein erziehende Mütter und 31,0 Prozent waren keine Familien. 28,6 Prozent aller Haushalte waren Singlehaushalte und in 15,8 Prozent lebten Menschen mit 65 Jahren oder darüber. Die Durchschnittshaushaltsgröße betrug 2,35 und die durchschnittliche Familiengröße betrug 2,89 Personen.
24,5 Prozent der Bevölkerung waren unter 18 Jahre alt. 5,7 Prozent zwischen 18 und 24 Jahre, 23,2 Prozent zwischen 25 und 44 Jahre, 24,8 Prozent zwischen 45 und 64 Jahre und 21,8 Prozent waren 65 Jahre alt oder älter. Das Durchschnittsalter betrug 42 Jahre. Auf 100 weibliche Personen kamen 94,8 männliche Personen. Auf 100 erwachsene Frauen ab 18 Jahren kamen 91,2 Männer.
Das jährliche Durchschnittseinkommen eines Haushalts betrug 35.013 USD, das Durchschnittseinkommen einer Familie betrug 41.638 USD. Männer hatten ein Durchschnittseinkommen von 29.609 USD, Frauen 17.827 USD. Das Prokopfeinkommen betrug 17.121 USD.
7,2 Prozent der Familien und 10,0 Prozent der Bevölkerung lebten unterhalb der Armutsgrenze.

## Orte im County
- Agra
- Glade
- Gretna
- Kirwin
- Logan
- Long Island
- Phillipsburg
- Prairie View
- Speed
- Stuttgart
- Woodruff

Townships
- Arcade Township
- Beaver Township
- Belmont Township
- Bow Creek Township
- Crystal Township
- Dayton Township
- Deer Creek Township
- Freedom Township
- Glenwood Township
- Granite Township
- Greenwood Township
- Kirwin Township
- Logan Township
- Long Island Township
- Mound Township
- Phillipsburg Township
- Plainview Township
- Plum Township
- Prairie View Township
- Rushville Township
- Solomon Township
- Sumner Township
- Towanda Township
- Valley Township
- Walnut Township